# ジンタール
ジンタール (ドイツ語: Sinntal) は、ドイツ連邦共和国ヘッセン州マイン＝キンツィヒ郡の最も東に位置する町村（以下、本項では便宜上「町」と記述する）である。

## 地理

### 位置
ジンタールは、シュペッサルト山地の北縁、レーン山地の西の支脈沿いに位置する。ジンタールの北約 30 km に、上級中心都市フルダが位置する。

### 隣接する市町村
ジンタールは、北はカルバッハ（フルダ郡）、東はモッテン、市町村に属さない地域であるモッテナー・フォルスト＝ジュート（モッテンの森南）、バート・ブリュッケナウ、ツァイトロフス、市町村に属さないロスバッヒャー・フォルスト（ロスバッハの森）（以上いずれもバイエルン州バート・キッシンゲン郡）、南はオーバージン（マイン＝シュペッサルト郡）、西は市町村に属さないグーツベツィルク・シュペッサルトおよびシュリュヒテルン（いずれもマイン＝キンツィヒ郡）と境を接している。

### 自治体の構成
ジンタールは、以下の集落からなる。
- アルテングローナウ (Altengronau)
- ブロイニングス (Breunings)
- ディッテンブルンホーフ (Dittenbrunnhof)
- ヨサ (Jossa)
- モットガース (Mottgers)
- ノイエングローナウ (Neuengronau)
- オーバーツェル (Oberzell)
- ザンエルツ (Sannerz)
- シュヴァルツェンフェルス (Schwarzenfels)
- シュテルプフリッツ (Sterbfritz) （行政庁舎の所在地）
- ヴァイヒャースバッハ (Weichersbach)
- ヴァイペルツ (Weiperz)
- チュンタースバッハ (Züntersbach)

## 行政

### 議会
ジンタールの町議会は、31議席からなる。

## 文化と見所

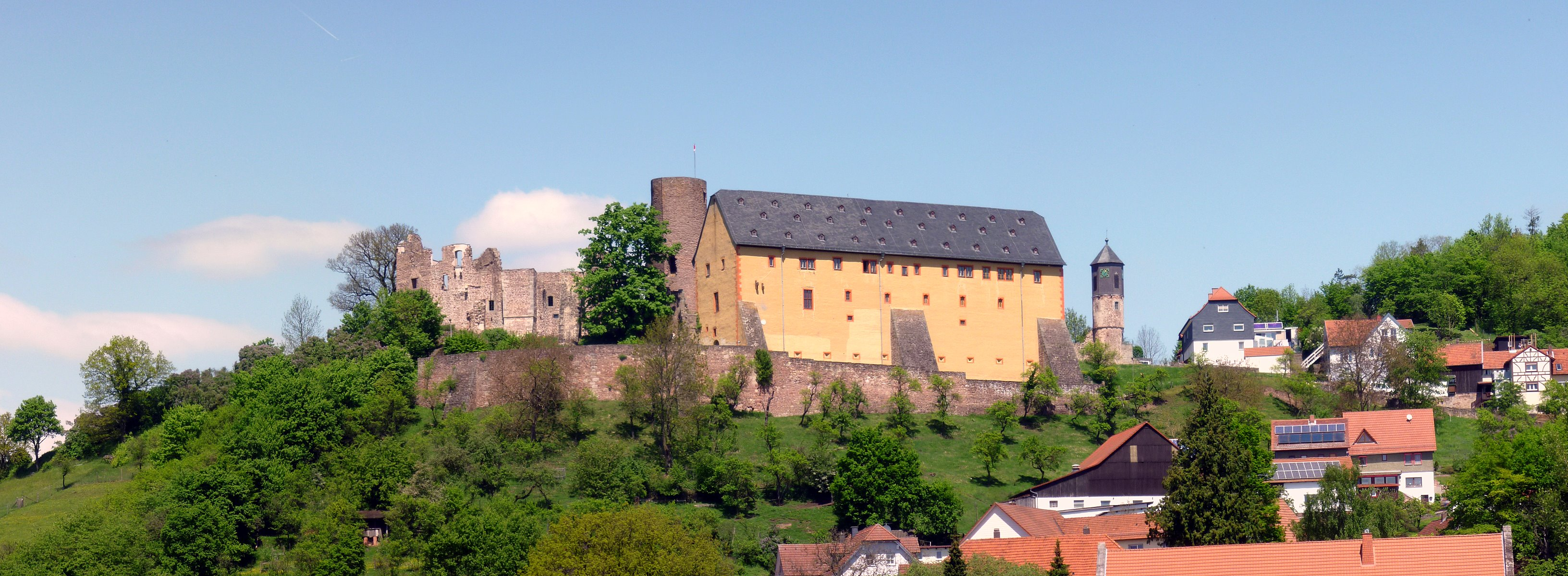
シュヴァルツェンフェルス城

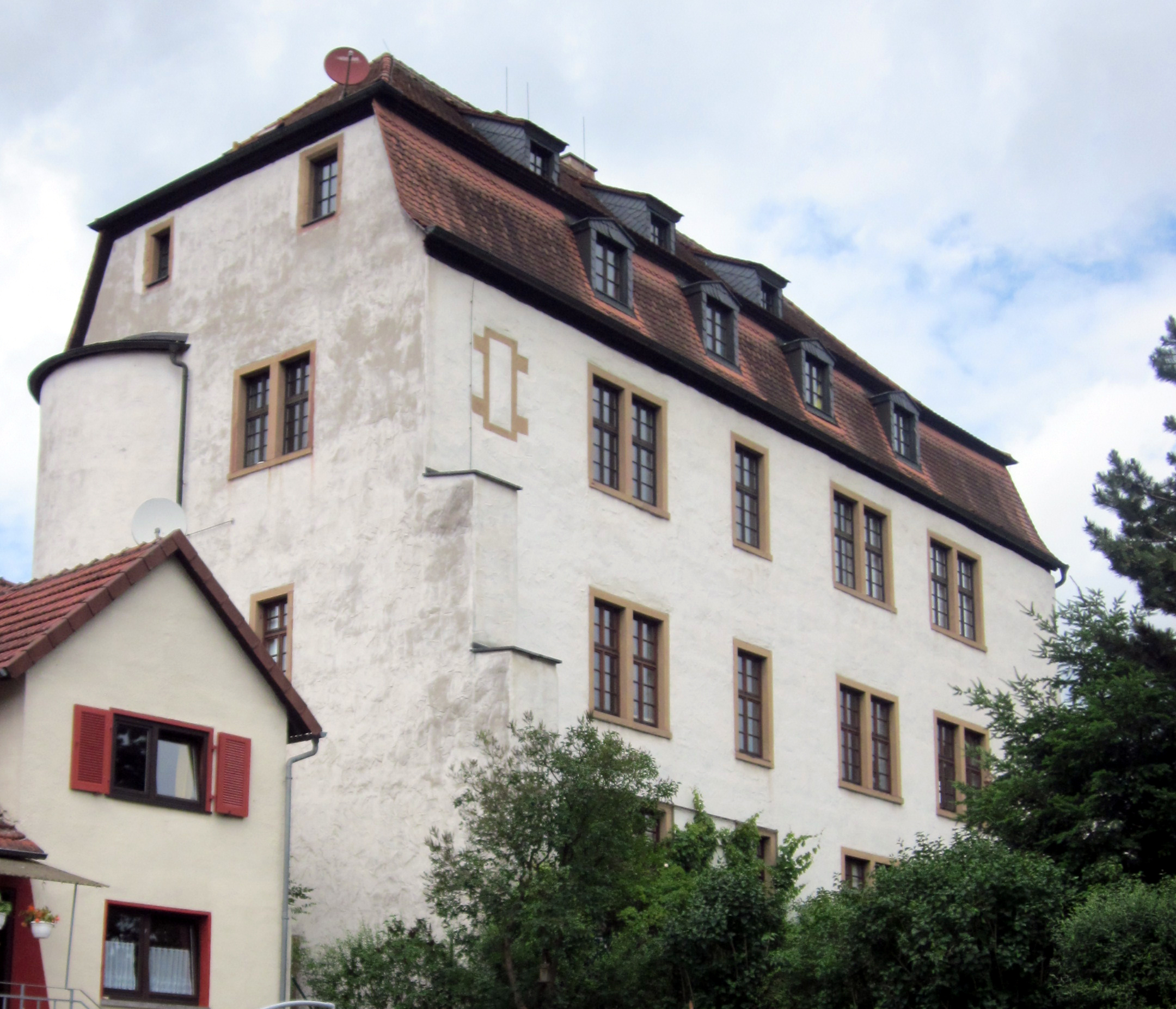
アルテングローナウ城

### 建築
- シュヴァルツェンフェルス城
- ヨサの鉄道高架橋
- フッテン家のアルテングローナウ城
- アルテングローナウのユダヤ人墓地
- アルテングローナウ城

### 自然文化財
アルテングローナウのジンヴィーゼン（ジン川沿いの草原）およびアルテングローナウのシュトルート。ヨーロッパ・ビーバーの営巣地であり、極めて危機的状況にあるフリチラリア・メレアグリス (Fritillaria meleagris)が生育している。

### スポーツ
- シュテルプフリッツの屋外プール（ヴァルトシュヴィムバート）
- アルテングローナウの自然体験プール
- シュテルプフリッツ・テニス・クラブ
- シュテルプフリッツ体操クラブ
- シュテルプフリッツ射撃クラブ
- DLRG シュテルプフリッツ（ドイツ生命救助隊）
- タウベンチュヒター・シュテルプフリッツ（鳩のブリーダー協会）

### 交通
高速鉄道路線ハノーファー - ヴュルツブルク線が町域を通っている。全長 10,779 m のドイツ最長のトンネルであるラントリュッケントンネルは町域の北部に位置している。

### 地元企業
- シュテルプフリッツのフォールシア（自動車部品）
- シュテルプフリッツのローム＆ヴェルナー（化学系企業）
- モットガースのクナウス・タベルト（キャンピングカー）
- オーバーツェル/ツィーゲルヒュッテのレフェルト・シュティーレ（木材加工）
- アルテングローナウのシュミーデアイゼン・フォルンヴァルト（金属加工）

### 教育
- アルテングローナウ基礎課程・本課程・実科学校　ハンス・エルム・シューレ
- シュテルプフリッツ基礎課程・本課程学校
- ヨサ基礎課程学校
- モットガース基礎課程学校
- オーバーツェル基礎課程学校
- ザンエルツ基礎課程学校
- ヴァイヒャースバッハ基礎課程学校
- チュンタースバッハ基礎課程学校